# Wimauma
Wimauma ist  ein census-designated place (CDP) im Hillsborough County im US-Bundesstaat Florida. Das U.S. Census Bureau hat bei der Volkszählung 2020 eine Einwohnerzahl von 9.467 ermittelt.

## Geographie
Wimauma liegt rund 25 km südlich von Tampa. Der CDP wird vom U.S. Highway 301 (SR 43) und der Florida State Road 674 durchquert bzw. tangiert.

## Demographische Daten
Laut der Volkszählung 2010 verteilten sich die damaligen 6373 Einwohner auf 1829 Haushalte. Die Bevölkerungsdichte lag bei 292,3 Einw./km². 68,5 % der Bevölkerung bezeichneten sich als Weiße, 6,2 % als Afroamerikaner, 1,0 % als Indianer und 0,9 % als Asian Americans. 21,4 % gaben die Angehörigkeit zu einer anderen Ethnie und 2,0 % zu mehreren Ethnien an. 73,4 % der Bevölkerung bestand aus Hispanics oder Latinos.
Im Jahr 2010 lebten in 60,1 % aller Haushalte Kinder unter 18 Jahren sowie 19,2 % aller Haushalte Personen mit mindestens 65 Jahren. 81,9 % der Haushalte waren Familienhaushalte (bestehend aus verheirateten Paaren mit oder ohne Nachkommen bzw. einem Elternteil mit Nachkomme). Die durchschnittliche Größe eines Haushalts lag bei 4,14 Personen und die durchschnittliche Familiengröße bei 4,25 Personen.
40,0 % der Bevölkerung waren jünger als 20 Jahre, 32,8 % waren 20 bis 39 Jahre alt, 18,6 % waren 40 bis 59 Jahre alt und 8,8 % waren mindestens 60 Jahre alt. Das mittlere Alter betrug 25 Jahre. 53,7 % der Bevölkerung waren männlich und 46,3 % weiblich.
Das durchschnittliche Jahreseinkommen lag bei 26.455 $, dabei lebten 29,9 % der Bevölkerung unter der Armutsgrenze.
Im Jahr 2000 war Englisch die Muttersprache von 33,47 % der Bevölkerung und spanisch sprachen 66,53 %.